# Polka
Polka je nagel, živahen evropski ples ter tudi zvrst plesne glasbe. Nastal je v 19. stoletju. Je tudi drugo ime za češko in slovensko narodno zabavno glasbo. Znana skladatelja sta Johann Strauss starejši in njegov sin Johann Strauss mlajši.

## Zvrsti
Poznamo več zvrsti sodobne polke. Severno ameriški tipi imajo izvor v Chicagu, ter ga lahko poznamo po imenu »Chicaški klic divje gosi« in »Chicaški sunek«. Slovenska polka je hitra in se izvaja s klavirsko in/ali diatonično harmoniko. To pa nista edini obliki. Tradicionalno s polko v Sloveniji povezujemo Ansambel bratov Avsenik bratov Slavka AvsenikA in Vilka Ovsenika.